# 한국실업축구연맹
한국실업축구연맹(韓國實業蹴球聯盟)은 한국 실업축구의 수준 향상과 저변확대, 국제교류 등 축구를 통해 국민의 건전한 여가 선용 도모 및 스포츠 활성화에 기여할 목적으로 조직된 단체이다.

## 역사
실업축구연맹의 기원은 1939년에 조직된 경성실업축구연맹에서 찾을 수 있으며 그 후 해방 후 대한축구협회 산하에서 여러 형태로 존재하였고 두개의 큰 축인 일반 실업팀들의 실업축구연맹과 금융권 실업팀들의 연맹인 금융단축구협의회가 1970년 통합을 하게 된다.
이 후 1982년 대한축구협회에 통폐합되어 대한축구협회 산하 실업축구리그위원회로 운영되어 오다가 다시 1990년 독립하여 재출범 하였으며 2011년 사단법인으로 전환하였다.

## 조직도
홈페이지 조직도 참고

## 주요 사업
내셔널리그 발전 7대 과제 참고

## 역대 회장
- 6대 : 송재병
- 7대 ~ 8대 : 권오갑
- 권한대행, 10대 : 김기복

## 같이 보기
- 한국 실업축구
- 내셔널리그